# Edward Garnett
Edward William Garnett (Londra, 5 gennaio 1868 – Londra, 19 febbraio 1937) è stato uno scrittore e critico letterario inglese.
Svolse una significativa e personalmente generosa attività di curatore di opere letterarie. Infatti, si deve a lui la pubblicazione del romanzo di D. H. Lawrence Figli e amanti. Il padre di Edward, Richard Garnett (1835-1906) era uno scrittore e bibliotecario presso il British Museum. La moglie di Edward, Constance Garnett (1862-1946), era nota per le sue traduzioni di opere della Letteratura Russa; il loro figlio, David Garnett (1892-1981), è stato anche uno scrittore.
Garnett frequentò per pochi anni la City of London School, lasciandola all'età di 16 anni, tuttavia completò la sua preparazione da autodidatta leggendo di tutto. Egli si guadagnò una grande stima per l'insieme di buon senso e sensibilità dimostrati verso l'ambiente letterario contemporaneo. La sua personale influenza e i suoi incoraggiamenti rivolti a scrittori di fama superarono di gran lunga quella derivante dai suoi scritti. I suoi contatti e corrispondenze letterarie furono ad ampio raggio, da Pëtr Alekseevič Kropotkin a Edward Thomas.
Garnett lavorò per le case editrici londinesi T. Fisher Unwin Ltd., Gerald Duckworth & Co. e Jonathan Cape. Riuscì a far lavorare insieme nel 1898 Ford Madox Ford e Joseph Conrad, quest'ultimo autore di opere pubblicate dalla T. Fisher Unwin Ltd. e per il quale Garnett fu al contempo mentore e amico; essi collaborarono nei primi anni del XX secolo. Garnett fu legato da amicizia con D. H. Lawrence tanto che per un certo tempo gli consigliò di scrivere romanzi di impostazione realistica. Garnett svolse un ruolo importante nel far pubblicare le opere di Lawrence. Tuttavia, una volta Garnett sbagliò nelle sue valutazioni, infatti non fece pubblicare nel 1915 dall'editore Duckworth il libro di James Joyce, Ritratto dell'artista da giovane. Fu anche un gran sostenitore di John Galsworthy, tant'è che gli fu dedicato dall'autore il romanzo The Man of Property facente parte di La saga dei Forsyte. Garnett promosse anche la pubblicazione delle opere di autori americani come Stephen Crane e Robert Frost, come pure dell'australiano Henry Lawson e dello scrittore irlandese Liam O'Flaherty.
L'opera teatrale The Breaking Point non ebbe il permesso per la rappresentazione a Londra a causa del rigido sistema di censura dell'epoca (compito demandato al Lord Ciambellano). Comunque,  ne venne permessa la pubblicazione e Garnett nel 1907 pubblicò l'opera che trattava di una ragazza madre. Nel libro venne allegata una lettera aperta al censore scritta dal critico William Archer. Questa in pratica fu una delle battaglie all'epoca combattute, con in testa Bernard Shaw, dal movimento per la libertà di rappresentazione.

## Opere
- An Imaged World (1894)

- The Art of Winnifred Matthews (1902)

- The Breaking Point, a Censured Play. With Preface and a Letter to the Censor (1907)

- Hogarth (1911)

- Tolstoy: His Life and Writings (1914)

- The great war in 1916, a neutral's indictment (1917) con Louis Raemaekers, H. Perry Robinson and M. B. Huish

- Turgenev (1917) biografia

- Papa's War and Other Satires (1918)

- Friday Nights; Literary Criticisms and Appreciations (1922) *Letters from W. H. Hudson, 1901-1922 (1923) editore

- Letters from Joseph Conrad 1895-1924 (1928) editore

- The trial of Jeanne d'Arc and other plays (1931)

- Letters from John Galsworthy 1900-1932 (1934) editore

- Edward Thomas: A selection of letters to Edward Garnett (1981 reprint)